# Leif Eriksson

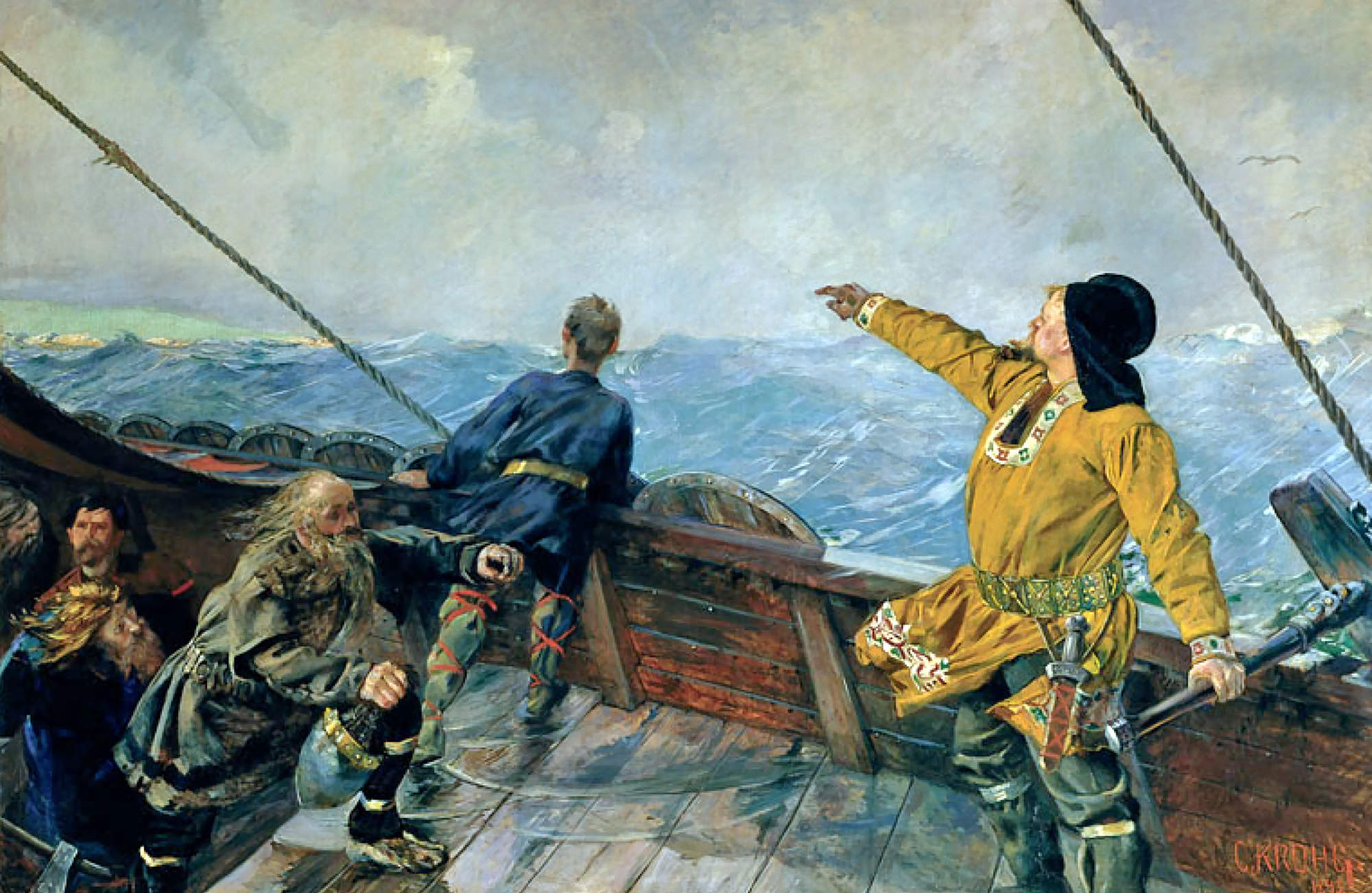
Leif Eriksson upptäcker Amerika, måleri av Christian Krohg 1893.

Leif Eriksson (fornisländska: Leifr Eiríksson), även Leif den lyckosamme (fornisl. Leifr inn heppni), troligen född omkring 970 på Island, död omkring 1020, var en sjöfarare och upptäcktsresande från Grönland. Leif Eriksson var sannolikt den förste europé som landsteg i Nordamerika. Det ska ha skett omkring år 1000. Resan till Nordamerika skildras i Erik Rödes saga och i Grönlänningasagan. I den förstnämnda skildras sjöresan som ett resultat av att Leif hamnade ur kurs. I den sistnämnda framställs färden som en förberedd expedition.
Leif Eriksson var son till Erik Röde, den förste europé att upptäcka och namnge Grönland, och hans hustru Tjodhild (även kallad "Torhild" i Hauksbók). De levde på den grönländska gården Brattalid, där de också lät bygga en egen kyrka. Fadern dömdes till tre års landsförvisning från Island när Leif Eriksson var elva år gammal.

## Sjöresor till Nordamerika

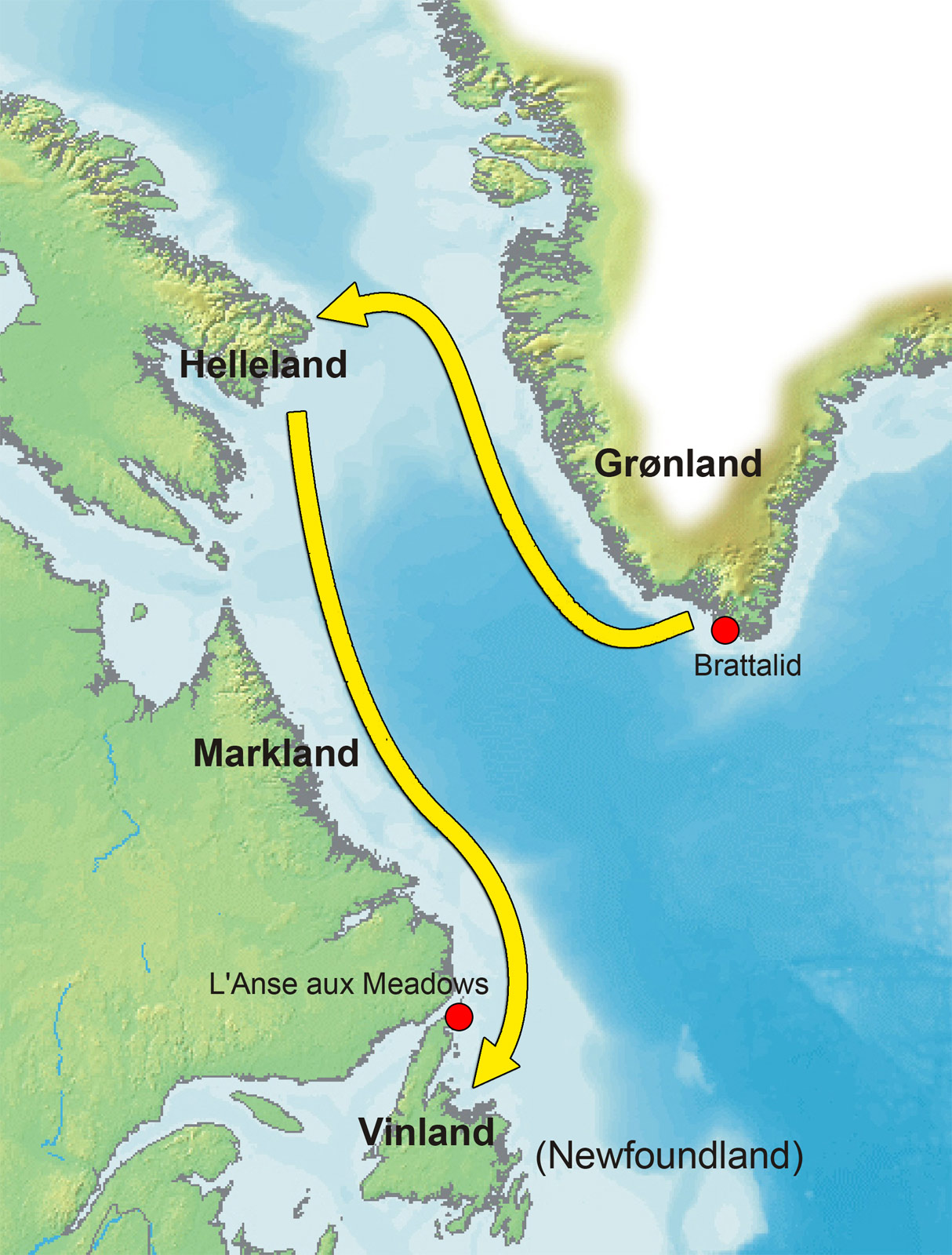
Karta med sjövägen från Brattalid till Vinland.

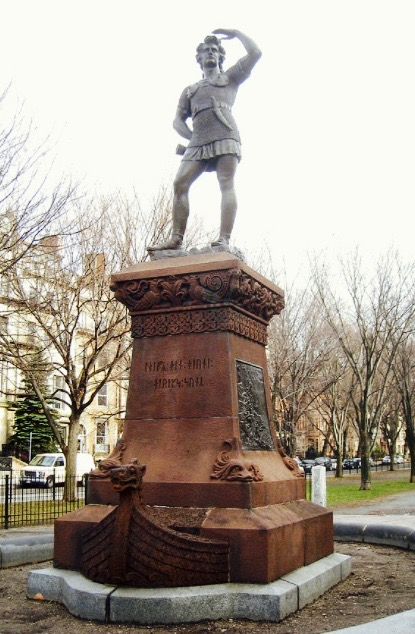
Leif Erikssons staty i Boston, utförd av Anne Whitney.

Enligt Grönlänningasagan nådde Bjarne Herjolfsson 986 Nordamerikas kust. Han landsteg dock aldrig utan återvände till Grönland. Senare sålde Herjolfsson sitt skepp till Leif Eriksson. Enligt Erik Rödes saga seglade Leif Eriksson till Norge 999, där han som hirdman kom att ingå i kretsen runt kung Olav Tryggvason. Leif Eriksson fick i uppdrag att införa kristendomen på Grönland, dit han återvände tillsammans med kristna präster. 
Efter ankomsten till Grönland seglade Leif Eriksson sydväst och gick i land på Baffinön, av Leif kallat Helluland, landet av idel jöklar och sten/hällar. Längre söderut nådde han en skogig kust som han kallade Markland (dagens Labrador). Två dygn senare slog han vinterläger i ett grönt landskap, som han kallade Vinland (efter vildvinsrankor eller ordet vin som på fornnordiska kan betyda 'gräsmark'). Vinlands geografiska placering är omtvistad. Leif Eriksson återvände därefter till Grönland, troligen år 1000. Därefter övertog han gården Brattalid.

## Resor i Leif Erikssons efterföljd

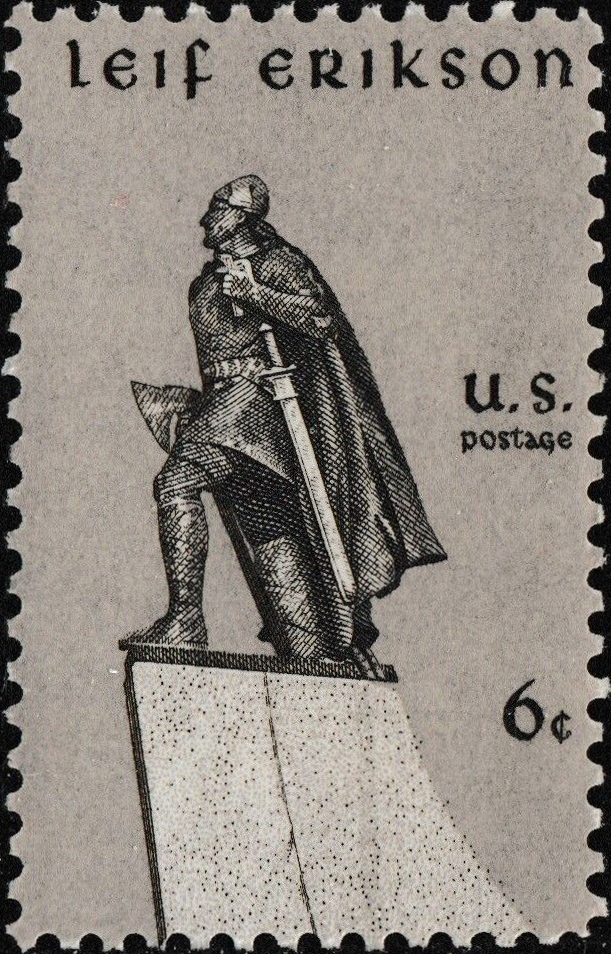
Amerikanskt frimärke med bild av Leif Eriksson.

Senare nådde Leif Erikssons bror Torvald fram till Nordamerika, men dödades av "skrälingar", nordbornas namn på ursprungsbefolkningen (troligen indianer). Enligt Erik Rödes saga seglade Torfinn Karlsämne i början av 1000-talet tillsammans med 160 män och några kvinnor västerut med tre skepp. De hade med sig boskap och andra förnödenheter och grundlade en bosättning i Nordamerika. Förutsättningarna var goda (bete, fiske, jord), men efter tre år av inre splittring, ringa kontakt med Norden och konflikter med urbefolkningen upphörde till slut bosättningen. 
Att nordbor som första européer reste till Amerika cirka 500 år före Columbus är allmänt accepterat. 1960 påträffades en, troligen, västnordisk bosättning av Helge Ingstad på Newfoundlands norra udde (51° 36′ N, 55° 32′ V), även kallad L'Anse aux Meadows, där fyndet av en vikingatida ringnål var det mest uppseendeväckande, men också ben av husdjur och speciellt avfall, som daterats med hjälp av C14-metoden.

## Eftermäle
Efter ett beslut i den amerikanska kongressen den 2 september 1964 har den nordiska invandringen till USA uppmärksammats med Leif Erikson Day, vilken infaller den 9 oktober.
Leif Eriksson har även fått ge namn på Hagbard Celines gyllene ubåt i Illuminatus! av Robert Anton Wilson och Robert Shea